# Rindera
Genre
Rindera est un genre de plantes dicotylédones de la famille des Boraginaceae, sous-famille des Boraginoideae, originaire d'Eurasie, qui comprend une trentaine d'espèces.

## Distribution
L'aire de répartition de ce genre de plantes s'étend principalement en Eurasie : Europe orientale  (Bulgarie, Russie, Grèce, Roumanie, Ukraine, ex-Yougoslavie), Moyen-Orient (Iran, Irak, Liban, Syrie, Turquie,), Transcaucasie, Asie centrale (Afghanistan, Kazakhstan, Kirghizistan, Ouzbékistan, Tadjikistan, Turkménistan), Chine (Xinjiang), Extrême-Orient (Altaï, Krasnoïarsk, Mongolie), ainsi qu'en Afrique du Nord (Algérie).

## Taxinomie
Ce genre a été décrit pour la première fois par Peter Simon Pallas et publié en 1771 dans Reise durch Verschiedene Provinzen des Russischen Reichs. St. Petersburg.

### Synonymes
Selon Plants of the World Online (POWO) :
- Bilegnum Brand
- Cyphomattia Boiss.
- Mattia Schult.

### Liste des espèces
- Rindera alaica
- Rindera albida
- Rindera austroechinata
- Rindera bungei
- Rindera caespitosacoechinata
- Rindera cetineri
- Rindera cristulata
- Rindera dumanii
- Rindera echinata
- Rindera ferganica
- Rindera fornicata
- Rindera glabrata
- Rindera graeca
- Rindera gymnandra
- Rindera holochiton
- Rindera korshinskyi
- Rindera kuhitangita
- Rindera kuramensis
- Rindera lanata
- Rindera media
- Rindera neubaueri
- Rindera oblongifolia
- Rindera ochroleuca
- Rindera oschensis
- Rindera regia
- Rindera schlumbergeri
- Rindera tetraspis
- Rindera tianschanica
- Rindera tschotkalensis
- Rindera turkestanica
- Rindera umbellata